# الظاهر الأعلى (مناخة)

تعديل مصدري - تعديل

الظاهر الأعلى هي إحدى قرى عزلة دعوة بمديرية مناخة التابعة لمحافظة صنعاء، بلغ تعداد سكانها 20 نسمة حسب تعداد اليمن لعام 2004.